# He Maid Me
He Maid Me è un cortometraggio muto del 1916 diretto da Eddie Lyons e Lee Moran.

## Produzione
Il film fu prodotto dalla Nestor Film Company.

## Distribuzione
Distribuito dall'Universal Film Manufacturing Company, il film - un cortometraggio di una bobina - uscì nelle sale cinematografiche USA il 7 agosto 1916.